# Friedhelm Herrmann
Friedhelm Herrmann (* 17. Dezember 1949 in Neuwied) ist ein deutscher Onkologe. Er galt als renommierter deutscher Krebsforscher, bevor er im Jahr 1997 einen der größten Fälschungsskandale in der Medizingeschichte auslöste.

## Leben
Herrmann wurde als Sohn des Industriekaufmanns Lothar Herrmann und seiner Frau Magdalene, geb. Sevenich, in Neuwied geboren und wuchs in Andernach auf. Nach dem Abitur am Are-Gymnasium in Bad Neuenahr 1969 und dem Grundwehrdienst studierte er seit dem Sommersemester 1971 Humanmedizin an der Freien Universität Berlin. Im Februar 1974 legte er ebendort das Physikum und im August 1977 das Medizinische Staatsexamen ab. Die Medizinalassistentenzeit absolvierte Herrmann am Universitätsklinikum Charlottenburg der Freien Universität Berlin. Seit Sommer 1978 war er als Wissenschaftlicher Assistent an der Abteilung Hämatologie und Onkologie der Medizinischen Klinik und Poliklinik des Universitätsklinikums Steglitz der Freien Universität Berlin tätig. Im November 1979 wurde er bei Heinrich Gerhartz an der Freien Universität Berlin mit einer onkologischen Studie zum Dr. med. promoviert.
1982 erhielt Herrmann eine Assistenzprofessur an der Abteilung für Hämatologie und Transfusionsmedizin am Klinikum Steglitz, wo er als Funktionsoberarzt tätig war. Von 1982 bis 1985 erfolgte die Weiterbildung in Transfusionsmedizin, Laboratoriumsmedizin und Molekularmedizin am Klinikum Steglitz und an der Harvard Medical School in Boston (USA). 1985 wurde Herrmann Oberarzt an der Abteilung für Hämatologie und Onkologie an der Medizinischen Klinik der Johannes-Gutenberg-Universität Mainz, wo er sich 1987 im Bereich Molekularbiologie der Blutzellbildung habilitierte.
1989 wurde Herrmann zum Leitenden Oberarzt und Leiter der Medizinischen Poliklinik an der Albert-Ludwigs-Universität Freiburg berufen und erhielt eine C3-Professur. 1992 folgte der Wechsel zum Max-Delbrück-Centrum für Molekulare Medizin und zur Humboldt-Universität zu Berlin, wo Herrmann bis 1997 als Koordinator im Forschungsschwerpunkt „Krebsforschung“ tätig war. Zugleich war er Ärztlicher Direktor und C4-Professor an der Abteilung für Onkologie und Angewandte Molekularbiologie am Universitätsklinikum Rudolf Virchow der Freien Universität Berlin sowie in Personalunion Leiter des klinisch chemischen Zentrallabors der Robert-Rössle-Klinik der Freien Universität Berlin. Von 1997 bis 1998 war Herrmann schließlich Lehrstuhlinhaber für Innere Medizin und Direktor der Abteilung für Innere Medizin mit den Schwerpunkten Hämatologie, Onkologie, Infektionskrankheiten, klinische Immunologie und Knochenmarktransplantation des Universitätsklinikums Ulm. Seit 1999 ist er Leiter einer Praxisklinik für Innere Medizin, Onkologie, klinische Immunologie und Hämostaseologie in München.

## Fälschungsskandal
Eine unabhängige Untersuchungskommission stellte im Jahr 2000 fest, dass Herrmann zusammen mit seiner Partnerin Marion A. Brach, den Mitarbeitern Albrecht Lindemann und Wolfgang Oster und möglicherweise gedeckt durch seinen Vorgesetzten Roland Mertelsmann insgesamt 94 wissenschaftliche Arbeiten von etwa 400 auf dem Gebiet der Hämatologie und der Onkologie mit gefälschten Daten veröffentlicht hatte. Für weitere 121 suspekte Arbeiten konnten nachträglich keine Fälschungen nachgewiesen werden.
Den Krebsforschern wurde vorgeworfen, zwischen 1994 und 1996 systematisch Labordaten gefälscht zu haben. Der junge US-Forscher Ernie Esquivel, der in Berlin für Herrmann und Brach tätig war, versuchte 1994 und 1995 auf Unstimmigkeiten aufmerksam zu machen, schied aber aus der Arbeitsgruppe aus, nachdem vier Professoren ihn gewarnt hatten, dass sich eine Veröffentlichung von kleinen Fehlern auf seine Karriere auswirken würde. An systematische Fälschung glaubten die Wissenschaftler nicht, immerhin war Herrmann „hoch respektiert“. Entdeckt wurden die Fälschungen darum erst 1997, als der wissenschaftliche Mitarbeiter Eberhard Hildt aus der Arbeitsgruppe der beiden Forscher sich an seinen Doktorvater Peter Hans Hofschneider wandte und um Hilfe bat. Hofschneider und sein Kollege Claus Bartram informierten dann die zuständigen Forschungseinrichtungen. Herrmann und seine ehemalige Lebensgefährtin und Laborleiterin Brach, die für ihre Experimente sowohl von der Deutschen Krebshilfe als auch von der Deutschen Forschungsgemeinschaft hohe Forschungsgelder erhalten hatten, sollen nicht nur die Ergebnisse eigener Experimente gefälscht, sondern auch Ideen und Ergebnisse anderer Forscher in großem Umfang gestohlen haben. Einige Veröffentlichungen wurden daraufhin von den Zeitschriften zurückgezogen.
Obwohl die Fälschung von wissenschaftlichen Daten an sich nicht strafbar ist, standen beide Krebsforscher vor Gericht: Im Jahr 2000 erhob die Staatsanwaltschaft sowohl gegen Marion Brach als auch gegenüber Friedhelm Herrmann Anklage wegen Anstellungsbetrug. Beide sollten bei ihrer Bewerbung an der Universität Ulm gefälschte Arbeiten vorgelegt und so die Berufungskommission getäuscht haben. Dieses Verfahren wurde jedoch bereits vor einer richterlichen Verhandlung eingestellt. Schließlich klagte die DFG auf Rückzahlung der Forschungsgelder, hier endete das Verfahren 2005 mit einem Vergleich, der eine teilweise Rückzahlung der Gelder beinhaltete.
1992 wurde Herrmann mit dem Paul-Martini-Preis ausgezeichnet. Heute ist er als niedergelassener Onkologe in München am Marienplatz tätig. Er führt einen Professorentitel.

## Schriften (Auswahl)
- Charakterisierung einer Subpopulation von B-Lymphozyten durch Rosettenbildung mit Mauserythrozyten : Untersuchungen zur Standardisierung der Methode und ihrer Bedeutung für die Differentialdiagnose chronisch lymphatischer Leukämien. (Berlin, Freie Univ., Diss., 1979).
- Myelopoetisch relevante Zytokine. Zelluläre Herkunft, Induktionserfordernisse, Interaktionsmechanismen und biologische Aktivität. (Mainz, Univ., Habil.-Schr., 1987).